# Варбург, Отто (ботаник)
Отто Варбург (нем. Otto Warburg, 20 июля 1859 — 10 февраля 1938) — немецкий (немецко-израильский) ботаник, профессор тропического сельского хозяйства. Известен также как активный участник сионистского движения, в 1911—1920 годах он возглавлял Всемирную сионистскую организацию.

## Биография
Отто Варбург родился в Гамбурге 20 июля 1859 года.
Варбург был сыном состоятельных еврейских родителей. Однако его семья жила свободно от еврейских традиций, и он получил гуманистическое образование.
Отто Варбург провёл в общей сложности 4 года в научной поездке по Южной Азии и Восточной Азии, о которой он опубликовывал туристические сообщения и описания растительности. Всюду он исследовал неизвестные территории, особенно недоступные тропические леса. Отто Варбург собрал тысячи видов растений и наблюдал различные формы жизни и растительные сообщества при самых примитивных условиях. Варбург внёс значительный вклад в ботанику, описав множество видов растений.
На рубеже столетий приобретение колоний становилось для Германии всё важнее. Отто Варбург на основе его далеко идущих опытов в тропическом сельском хозяйстве как консультант был в 1896 году членом-учредителем и директором Колониально-экономического комитета в Берлине. Отныне Варбург полностью посвятил себя практическим проблемам сельского хозяйства в немецких колониях и внедрению новых полезных растений в этих областях. В 1897—1922 годах он был профессором тропического сельского хозяйства.
В 1931 году на горе Скопус вместе с ботаником Александром Эйгом он основал Национальный ботанический сад Израиля при Еврейском университете в Иерусалиме.
Отто Варбург умер в Берлине 10 февраля 1938 года.

## Научная деятельность
Отто Варбург специализировался на папоротниковидных и на семенных растениях.

## Избранные научные работы
- Über den Bau des Holzes von Caulotretus heterophyllus. Diss. rer. nat. Straßburg 1883.
- Die Muskatnuss. Ihre Geschichte, Botanik, Kultur, Handel und Verwerthung sowie ihre Verfälschungen und Surrogate. Zugleich ein Beitrag zur Kulturgeschichte der Banda-Inseln. Verlag Engelmann Leipzig 1897.
- Monsunia. Beiträge zur Kenntniss der Vegetation des süd- und ostasiatischen Monsungebietes. Verlag Engelmann Leipzig 1900.
- Die Kautschukpflanzen und ihre Kultur. Berlin 1900.
- Geschichte und Entwicklung der angewandten Botanik. In: Berichte der Deutschen Botanischen Gesellschaft Bd. 19, 1901, S. 153—183.
- Kulturpflanzen der Weltwirtschaft. Verlag R. Voigtländer Leipzig 1908.
- Die Pflanzen Welt. 3 Bände, Bibliographisches Institut Leipzig, Neudruck 1923.

## Почести
Род растений Warburgia Engl. был назван в его честь.
В его честь были также названы следующие виды растений:
- Aglaonema warburgii Engl.[9]
- Anomopanax warburgii Harms[10]
- Astracantha warburgii (Bornm.) Podlech[11]
- Begonia warburgii K.Schum. & Lauterb.[12]
- Bellevalia warburgii Feinbrun[13]
- Calamus warburgii K.Schum.[14]
- Cnidium warburgii H.Wolff[15]
- Cochleariella warburgii (O.E.Schulz) L.L.Lou[16]
- Marsdenia warburgii Schltr.[17]
- Myriactis warburgii Diels ex Steenis[18]
- Pellionia warburgii (H.J.P.Winkl.) R.J.Johns[19].
- Trichomanes warburgii Christ in Warb.[20]